# Unterelbegesetz
Das Gesetz über die Neuregelung der kommunalen Grenzen im preußischen Unterelbegebiet vom 8. Juli 1927, auch Unterelbegesetz oder Groß-Altona-Gesetz genannt, regelte die Zusammenschlüsse mehrerer Städte und Landgemeinden im Raum Hamburg. Die betroffenen Städte und Gemeinden gehörten seinerzeit zu den preußischen Provinzen Hannover bzw. Schleswig-Holstein.

## Altona
Durch die Eingemeindung angrenzender Landgemeinden des Kreises Pinneberg in die selbstständige preußische Stadtgemeinde Altona sollte eine bauliche und wirtschaftliche Entwicklung ermöglicht werden, um gegenüber dem benachbarten Hamburg als Industrie- und Hafenstandort konkurrenzfähig zu bleiben.

### Vorgeschichte
Altona war bereits 1889 um die Stadt Ottensen und 1890 um die westlichen Nachbargemeinden Bahrenfeld, Othmarschen und Övelgönne erweitert worden und hatte dadurch seine Fläche mehr als vervierfacht, während die Einwohnerzahl nur um 34 % (von 85.000 auf 114.000) zunahm. Doch das starke industrielle Wachstum nicht nur der Fischverarbeitung und der Hafenwirtschaft führte auch weiterhin zu einer starken Bevölkerungszunahme.
Deshalb verhandelte Oberbürgermeister Franz Adickes bereits 1891 mit dem Elbdorf Großflottbek über eine weitere Westerweiterung der Stadt; diese Gespräche brachen aber mit Adickes’ Weggang nach Frankfurt/Main ab. Ähnliche Verhandlungen, die Oberbürgermeister Bernhard Schnackenburg ab 1911 mit den längs der Eisenbahn Altona–Kiel liegenden Gemeinden Eidelstedt, Stellingen-Langenfelde und Lokstedt führte, standen kurz vor dem erfolgreichen Abschluss (lediglich in der Frage der Steuerverteilung bestand noch ein Dissens), als der Ausbruch des Ersten Weltkrieges diese Pläne vorübergehend unterbrach.

### Für und wider Groß-Altona
In den Anfangsjahren der Weimarer Republik führte die Flächenknappheit der Stadt zu einer zunehmenden Verdichtung und damit zu ungesunden Wohnverhältnissen im Kern der Altstadt. Dort herrschte eine Bevölkerungsdichte von ca. 80.000 Einwohner/km². Die Lage wurde verschärft durch unmittelbare Nachbarschaft von Industrie- und Wohngebäuden. Die Zahl der Betriebe nahm von 1895 bis 1923 von 684 auf 1132 Betriebe zu. Lediglich begüterte Bürger konnten es sich finanziell und entfernungsmäßig erlauben, diesen Verhältnissen durch einen Umzug in die später so bezeichneten Elbvororte zu entkommen.
Es wurde ein Werbeausschuss für ein größeres Altona gegründet, dem etliche Honoratioren aus Politik, Verwaltung, Wirtschaft und anderen gesellschaftlichen Bereichen angehörten. Hauptaufgabe des Ausschusses war es, öffentlichkeitswirksam für weitere Eingemeindungen von Elbvororten nach Altona zu werben.
In dieser Situation kündigte die preußische Staatsregierung per Erlass vom 13. Oktober 1921 an, Altona und seine Nachbargemeinden bei der Lösung ihrer Probleme zu unterstützen.
Der spätere Altonaer Bausenator Gustav Oelsner stellte ab 1923 einen Generalbebauungsplan auf, der nicht nur Altona, sondern auch die angrenzenden preußischen Gebiete rund um Hamburg einbezog und entlang der Bahnlinien nach Westen und Norden vor allem gewerblich-industrielle, in den Achsenzwischenräumen vor allem Wohn- und großzügige Grünflächen vorsah. Dieser Plan entstand im engen fachlichen Austausch mit Oelsners Hamburger Kollegen Fritz Schumacher. Da aber keine konkreten Schritte zur Umsetzung des Plans erfolgten, beantragte Oberbürgermeister Max Brauer (SPD) als eine seiner ersten Amtshandlungen im Oktober 1924, die Regierung möge Altona auf Kosten Pinnebergs vergrößern. Im Sommer 1926 bezog Brauer zudem Blankenese in seine Forderungen mit ein.
Diese Absichten stießen in den davon betroffenen Gemeinden keineswegs nur auf Zustimmung: zahlreiche Eingaben an die Regierung zeugen insbesondere vom massiven Widerstand in Blankenese. Dieser Ort mit weit zurückreichender Historie war nicht nur der bevölkerungsreichste, er verfügte aufgrund des Wohlstandes vieler seiner Bewohner, die oft in Altona oder Hamburg Firmen besaßen, auch über eine vorzügliche Infrastruktur (Lyzeum und Realgymnasium, Krankenhaus, Pflege- und Kinderheim, eigenes Elektrizitäts- und Gaswerk, Bahnanschluss nach Altona). Auch der Pinneberger Kreisausschuss protestierte heftig und gab eine populäre Werbeschrift („Nicht nach Altona!“) heraus. Ebenso schlossen sich Lokstedt, Niendorf und Schnelsen zu einer vergrößerten Gemeinde Lokstedt zusammen, um sich vor einer Eingemeindung zu schützen.

### Gesetzgebungsverfahren und -inhalte
Auch die preußische Koalitionsregierung unter Otto Braun war in der Groß-Altona-Frage uneins: die SPD favorisierte eine Lösung, die die Probleme der Region im Sinne der Vergrößerung Hamburgs regelte. Erst nachdem das Zentrum, auch auf persönliche Intervention des Sozialdemokraten Max Brauer hin, mit dem Austritt aus der Regierung drohte, brachte diese im Frühsommer 1927 mehrere Gesetze ein, die der Landtag dann am 29. Juni 1927 in dritter Lesung mit 248 zu 131 Stimmen bei zwei Enthaltungen beschloss:
1. ein Gesetz über den Ausbau des Altonaer Hafens,
2. ein Sonderfinanzausgleichs-Gesetz: Altona durfte den Staatsanteil an der Einkommens- und Körperschaftssteuer für Kosten der Verwaltungszusammenlegung und erforderliche Infrastrukturmaßnahmen einbehalten,
3. das Unterelbegesetz, dessen § 1 Altona betraf.

Die Regelungen traten am 1. Juli 1927 in Kraft und machten folgende Landgemeinden zu Altonaer Vororten:
| Altonas neue Stadtteile | Altonas neue Stadtteile | Altonas neue Stadtteile |
| Gemeinde                | Einwohner Stand: 1925   | Fläche (in Hektar)      |
| ----------------------- | ----------------------- | ----------------------- |
| Rissen                  | 1.646                   | 1.483 (a)               |
| Sülldorf                | 1.046                   | 601                     |
| Blankenese              | 13.629                  | 1.113                   |
| Nienstedten             | 2.986                   | 257                     |
| Osdorf                  | 1.938                   | 803                     |
| Lurup                   | 910                     | 266                     |
| Eidelstedt              | 4.469                   | 1.066                   |
| Stellingen-Langenfelde  | 6.903                   | 612                     |
| Groß Flottbek           | 6.007                   | 463                     |
| Klein Flottbek          | 2.232                   | 240                     |

Dadurch erhöhte sich die Einwohnerzahl der Stadt Altona zwar nur um 25 %, aber ihre Fläche wurde mehr als vervierfacht (von rund 2.000 auf 9.200 ha). Dies schuf den benötigten Raum für eine spätere „Entdichtung“ der Innenstadt.

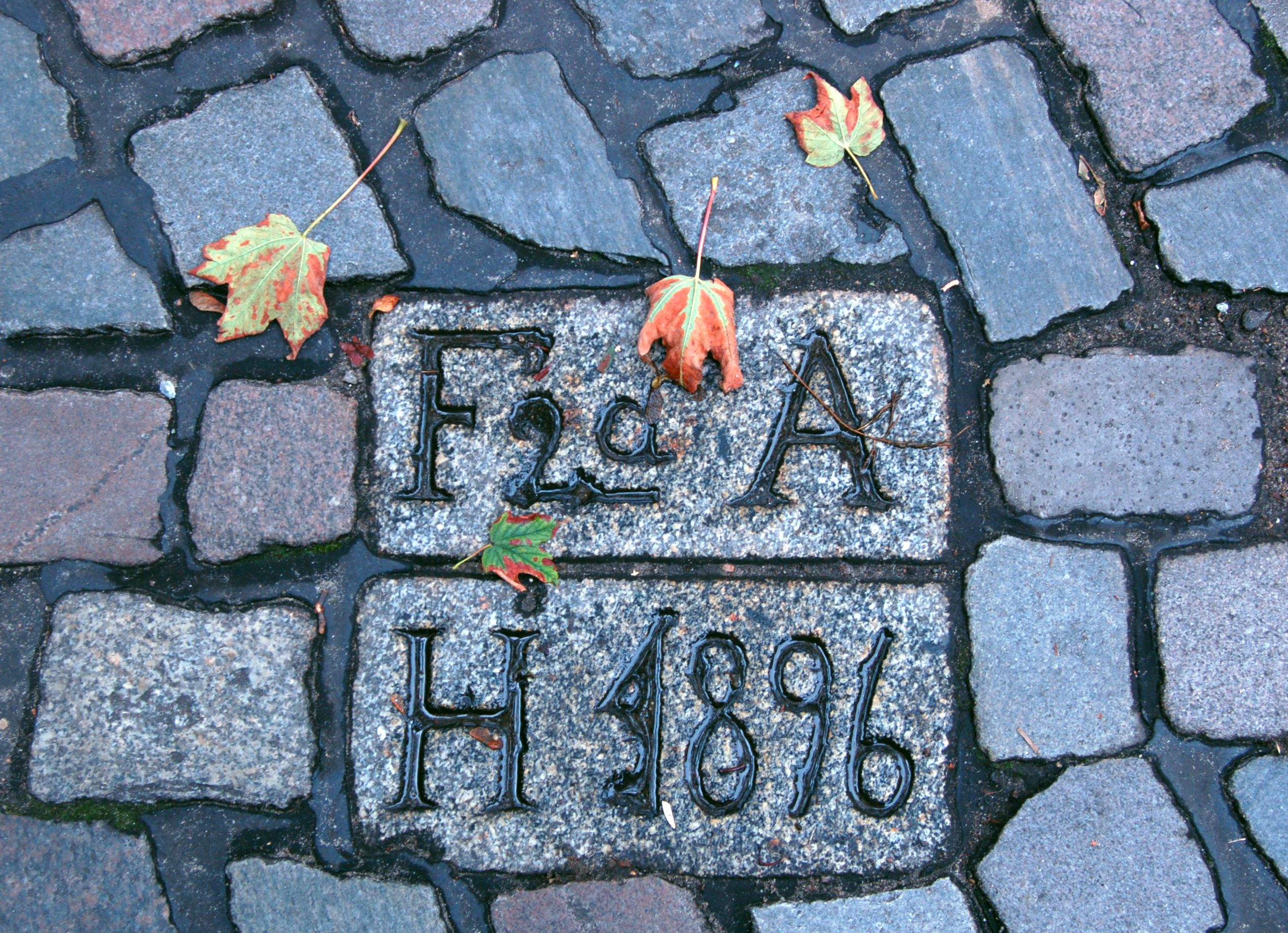
Grenzstein zwischen Altona und Hamburg von 1896, der heute noch in der Brigittenstraße, nun im Stadtteil St. Pauli, gepflastert ist

### Von Groß-Altona zu Groß-Hamburg
Bereits um den Ersten Weltkrieg herum hatte es in Altona ebenso wie in Hamburg Fürsprecher eines Zusammenschlusses dieser beiden Städte gegeben; dazu zählte der damalige Oberbürgermeister Schnackenburg ebenso wie 1922 der Großhamburger Arbeiter- und Soldatenrat. Entsprechende Initiativen gab es in der zweiten Hälfte der 1920er Jahre weiterhin, wenn auch nicht mehr aus dem Altonaer Rathaus, zumal auch Preußen daran kein Interesse hatte. Bis zum Groß-Hamburg-Gesetz kam es lediglich noch zur gleichberechtigten Zusammenarbeit der Nachbarstädte (Landesplanungs-, Hafen- und Verkehrsgemeinschaft) – Altonas Eingemeindung (1938) vollzogen erst die Nationalsozialisten.

## Lokstedt
Durch § 2 des Unterelbegesetzes wurden die Landgemeinden Lokstedt, Niendorf und Schnelsen im Kreis Pinneberg zu einer neuen Landgemeinde Lokstedt vereinigt.

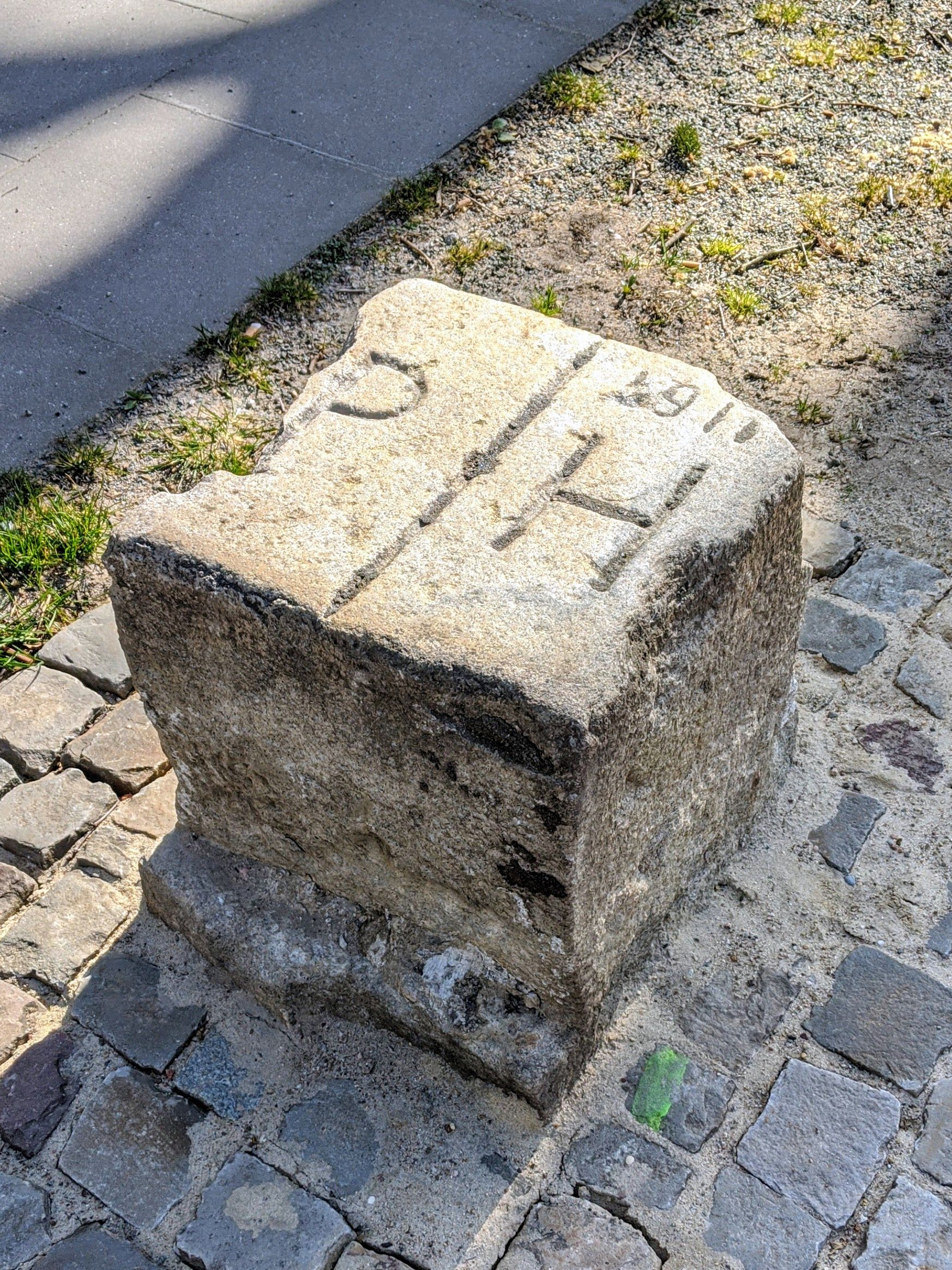
Preußisch-Hamburgischer Grenzstein an der Hammer Straße in Wandsbek/Marienthal, ursprünglich im Straßenpflaster verlegt, später unter Asphalt verborgen und zuletzt bei Bauarbeiten geborgen

## Wandsbek
Durch § 3 des Unterelbegesetzes wurden die bis dahin zum Kreis Stormarn gehörenden Landgemeinden Jenfeld und Tonndorf-Lohe in die kreisfreie Stadt Wandsbek eingegliedert.

## Rahlstedt
Durch § 4 des Unterelbegesetzes wurden die zum Kreis Stormarn gehörenden Landgemeinden Alt-Rahlstedt, Neu-Rahlstedt, Oldenfelde und Meiendorf zur neuen Landgemeinde Rahlstedt vereinigt.

## Harburg-Wilhelmsburg
Durch § 5 des Unterelbegesetzes wurde die kreisfreie Stadt Harburg mit der Stadt Wilhelmsburg und dem Gutsbezirk Kattwyk-Hoheschaar aus dem Landkreis Harburg zur kreisfreien Stadt Harburg-Wilhelmsburg vereinigt.